# Ukrajinská dobrovolnická armáda
Ukrajinská dobrovolnická armáda (UDA) (ukrajinsky Українська добровольча армія, Ukrajinska dobrovolča armija) je dobrovolnická vojenská formace založená v prosinci 2015 Dmytro Jarošem po jeho odchodu z Pravého sektoru. UDA se přímo účastnila války na Donbase, a to až do 14. října 2018, kdy Jaroš po dohodě s armádou oznámil, že všechny bojové jednotky UDA opustí frontovou linii a budou se věnovat výcviku jednotek teritoriální obrany (tehdy ještě neoficiálních).
Po začátku plnohodnotné ruské invaze Ukrajinská dobrovolnická armáda oznámila návrat všech dostupných bojových jednotek na frontu. Od roku 2022 fungují jednotlivé útvary UDA v rámci různých oficiálních struktur ukrajinských ozbrojených sil, především v rámci Sil územní obrany, ale některé se začlenily také např. do HUR nebo Sil speciálních operací (SSO), zdravotnický prapor „Špitálníci“ zůstal fungovat jako samostatná jednotka v rámci UDA.

## Historie

### Vznik
Po vypuknutí rusko-ukrajinské války vznikl v červenci 2014 v reakci na aktivitu ruských a separatistických sil na Donbasu Ukrajinský dobrovolnický sbor, jakožto paramilitární křídlo politické strany Pravý sektor. Prvopočátky historie sahají však až k organickému vzniku občanských milic bránících Euromajdan před zásahy bezpečnostních složek věrných Viktoru Janukovyčovi. Prvním velitelem Ukrajinského dobrovolnického sboru se stal Dmytro Jaroš.
Jedenáctého listopadu 2015 však Jaroš oznámil, že rezignuje na své pozice v Pravém sektoru a v prosinci téhož roku oznámil, že s využitím některých jednotek (především 5. a 8. samostatného praporu) Ukrajinského dobrovolnického korpusu vytvoří novou dobrovolnickou formaci stojící mimo Pravý sektor. Tímto okamžikem vznikla Ukrajinská dobrovolnická armáda, která začala působit jako samostatná entita nepodřízená formálně vojenskému velení, spolupracující však s ozbrojenými silami Ukrajiny.

### Období ATO
V únoru 2016 bojoval 5. samostatný prapor UDA spolu se 74. průzkumným praporem Ukrajinských pozemních sil ve střetech předcházejících bitvě u Avdiivky, kdy tyto ukrajinské jednotky zaujaly pozice v průmyslové zóně a zajišťovaly kontrolu nad úsekem dálnice Doněck–Horlivka poblíž města Jasynuvata. Zde jednotky UDA setrvaly minimálně do září.
V červnu 2016 byl 8. samostatný prapor UDA nasazen u Šyrokyne, aby společně s 54. průzkumným praporem Ukrajinských pozemních sil provedl průzkum bojem, při němž bylo zajato osm separatistů a dva byli zabiti.
Dne 14. října 2018 Dmytro Jaroš oznámil, že 5. a 8. samostatný prapor (tedy všechny bojové útvary UDA) opustí frontovou linii. Zdůraznil však, že UDA neopouští válku a bude se jí účastnit tak dlouho, dokud bude pokračovat. Podle Jaroše se nejdůležitějším úkolem UDA stala výstavba kompetentních jednotek teritoriální obrany. Na frontě také nadále zůstal působit zdravotnický prapor „Špitálníci“.

### Ruská invaze v roce 2022

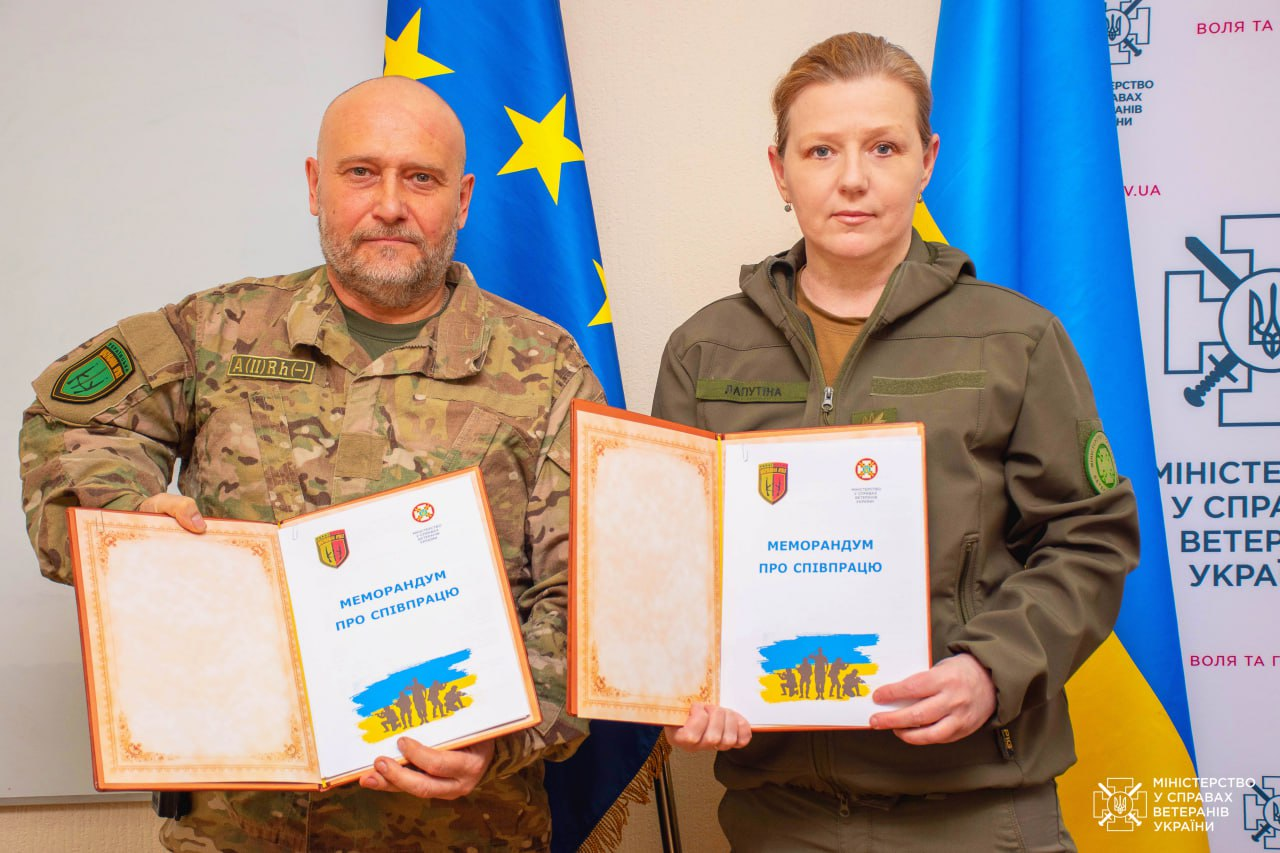
Dmytro Jaroš a ministryně pro záležitosti veteránů (a generálmajorka SBU) Julija Laputina pózují s memorandem o spolupráci, 9. 3. 2023

Po začátku plnohodnotné ruské invaze byla Ukrajinská dobrovolnická armáda restrukturalizována a rozšířena, tak že se v dubnu 2022 sestávala ze šesti bojových praporů, zdravotnického praporu, tří podpůrných praporů a centra pro koordinaci partyzánských operací. Zpočátku byla většina jednotek UDA nasazena v bitvě o Kyjev a na jihoukrajinské frontě, kde se snažila zastavit postup invazních vojsk a partyzánskými akcemi narušit jejich fungování.
Devátého března 2023 podepsala Ukrajinská dobrovolnická armáda a ukrajinské ministerstvo pro záležitosti veteránů memorandum o spolupráci, jehož cílem má být především péče o veterány, jejich zapojení do systému vzdělávání a výcviku a rozvoj spolupráce s občanskou společností.
Od 7. června 2023 se vojáci praporu „Arej“ v rámci 129. brigády Sil územní obrany účastnili bitvy o Neskučne během ukrajinské protiofenzivy. Jedenáctého června byla vesnice osvobozena.

## Struktura
Postupem času byla během ruské invaze většina bojových útvarů UDA přiřazena k pravidelným jednotkám ukrajinských sil, v rámci nichž fakticky operují, byť si svou formální příslušnost k UDA zachovávají. K roku 2024 vypadá organizace takto:
- Samostatný oddíl lehké pěchoty „Čornyj tuman“ („Černá mlha“) – součást Sil speciálních operací (SSO)
- Samostatná taktická skupina „Brakonjery“ („Pytláci“) – jednotka odstřelovačů, součást Služby bezpečnosti Ukrajiny (SBU)
- Zdravotnický dobrovolnický prapor „Hospitaljery“ („Špitálníci“) – působí samostatně, velitelkou je Jana Zinkevyč, zástupkyně velitele UDA
- 1. samostatný prapor – jednotka zformovaná na úplném začátku invaze v únoru 2022, po konci bitvy o Kyjev přesunuta do zálohy
- 3. samostatný prapor „Volyň“ – jednotka vzniklá po začátku invaze na bázi stejnojmenného oddílu neoficiálních sil teritoriální obrany z Rovenské oblasti, působí v rámci Sil územní obrany
- 5. samostatný prapor – jedna z původních jednotek, v roce 2018 stažena z fronty, 2022 nasazena do bitvy o Kyjev, po ní přesunuta do zálohy. Probíhá transformace na dělostřelecké výcvikové centrum a samostatný dělostřelecký oddíl.
- 8. samostatný prapor „Arratta“ – jedna z původních jednotek, v roce 2018 stažena z fronty, 2022 reaktivována a podřízena HUR MO
- 253. samostatný útočný prapor „Arej“ – původně „samostatná taktická skupina“ vytvořená v únoru 2022 veterány z Voznesensku, později rozšířena na prapor a podřízena Silám územní obrany
- Hlavní štáb UDA
- Výcvikové centrum UDA – slouží i pravidelným ozbrojeným silám[17]
- Vzdušný průzkum UDA – průzkumná dronová jednotka působící na různých úsecích fronty
- Bezpečnostní služba UDA – vnitřní bezpečnostní útvar

## Ideologie
V roce 2021 vyšel v odborném periodiku Studies in Conflict & Terrorism článek politologů z University of Glasgow, v němž byla Ukrajinská dobrovolnická armáda popsána jako nositelka nevyhraněné formy ukrajinského nacionalismu, která umožňuje začlenění etnických menšin, včetně muslimských krymských Tatarů a Čečenců (Prapor Šejka Mansúra původně patřil pod UDA), etnických Židů, Poláků, Maďarů, Řeků a Romů.